# Basir Kamrani
Basir Kamrani, född 5 mars 1980, är en afghansk fotbollsspelare som spelat för Mariwand Kabul och Afghanistans fotbollslandslag.